# Claude Coqueley de Chaussepierre
« Coqueley » redirige ici. Pour l’article homophone, voir Coquelet.
 (décembre 2018).
Claude Geneviève Coqueley de Chaussepierre, né le 30 avril 1715 à Bar-sur-Seine et mort le 12 avril 1790, est un avocat, jurisconsulte et homme de lettres français.

## Biographie
D'une famille de juristes, parent de Lazare Coqueley, Claude Geneviève Coqueley de Chaussepierre est le fils de Denis Coqueley, seigneur de Chaussepierre (1680-1749), lieutenant général civil et criminel, commissaire enquêteur au bailliage de Bar-sur-Seine, subdélégué de l’intendant de Bourgogne, et de Barbe Tartel.
Après avoir suivi son droit, il est reçu avocat au Parlement de Paris en 1756. Il est notamment le conseil de la Comédie-Française.
Par ailleurs, Chaussepierre devient censeur royal, chargé en particulier de la jurisprudence, son activité étant partagée entre l'examen d'ouvrages de droit, de pièces de théâtre et de périodiques, ainsi qu’occasionnellement de tactique militaire, de théologie ou d'histoire.
Il rédige pour Sartine, en 1770, un mémoire sur le trop grand nombre de censeurs royaux.
Il est également garde des Archives au Louvre, où il loge.
Se consacrant aux lettres, opposé au drames, il écrit Le Roué vertueux (1770), est une parodie de L'Honnête criminel de Fenouillot de Falbaire, lui vallant notamment de bonnes critiques dans L'Année littéraire.
En 1775, il publie Monsieur Cassandre ou les effets de l'amour et du vert de gris, visant Merinval d'Arnaud.
Coqueley écrit des articles dans le Journal des savants d'août 1752 à juin 1789.
Chancelier de la Société académique des Enfants d'Apollon, il est membre associé de l'Académie de Stanislas de 1761 à 1790.

## Publications

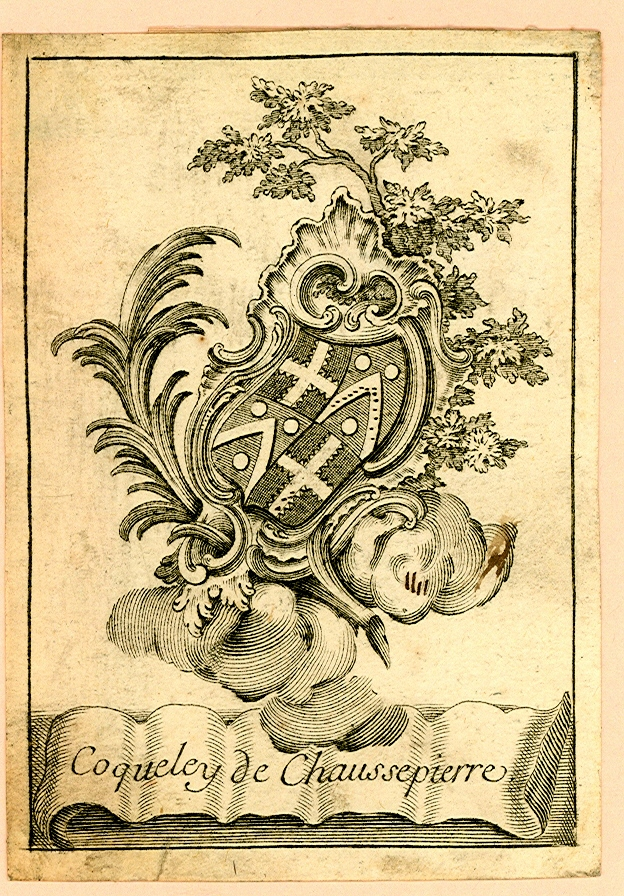
Ex-libris de Coqueley de Chaussepierre.

- Code de Louis XV ou Recueil d'édits, déclarations, ordonnances concernant la justice, police et finance depuis 1722 jusqu'en 1726, 1758, 12 vol.
- Mémoire pour L.E. Batillot, J. Pasquin, G.Fr. Detunne et consorts au nombre de neuf des douze maîtres relieurs et doreurs de Paris contre F. Lemonier, garde-comptable, 1758, in-40, 12 p.
- Mémoire pour Elisabeth Fr. Poirier, fille majeure intimée contre ses beaux-frères
- Mémoire pour la Demoiselle Leblanc de Crouzoul contre le sieur Poinsinet le jeune
- Précis pour le sieur Boucher de Villers, peintre, dessinateur des médailles pour le cabinet du Roi, demandeur, contre le sieur Costel, défenseur, in-40, 6 p.
- Réplique et consultation signifiée pour le syndic et adjoint des libraires et imprimeurs de Paris contre le sieur Luneau de Boisjermain, 1769, in-40
- Le Roué vertueux, poème en prose en quatre chants, 1770
- Monsieur Cassandre ou les effets de l'amour et du vert de gris, drame en deux actes et en vers, Londres, 1775, 3e éd. en 1781
- Les Effets de l'amour et de la mort aux rats, tragédie bourgeoise en un acte, représentée à l'Ambigu Comique, 1783
- Mémoire et consultation sur la cause pendante en la grande chambre du Parlement entre les comédiens français, le sieur Nicolet et les autres entrepreneurs des spectacles forains, 28 mai - 9 juin 1785, in-40, 16 p.
- Étude du droit civil et coutumier français, 1789, in-40
- Précis pour les comédiens français contre la dame Vestris, les demoiselles Desgarcins, le sieur Dugazon, le sieur Talma, comédiens attachés au théâtre de la rue de Richelieu, 1792, in-40, 23 p.
- «Cantique de Virginie», Recueil de romances historiques, tendres et burlesques, 1767, 2 vol.

## Pour approfondir